# Atalanta (mitologija)
Atalanta je bila v grški mitologiji hči arkadijskega kralja Jazosa, ki je bila spretna tekačica in lovka. Dojila in vzgojila jo je medvedka, saj jo je oče zapustil.
Atalanta je prisegla deviškost boginji Artemidi in je zato vztrajno zavračala snubce. Običajno jih je izzvala na tekmovanje v teku, nato pa je vsakega premagala in zabodla. Hipomen jo je premagal tako, da je med tekom prednjo odvrgel zlata jabolka in jo prehitel, medtem ko jih je pobirala. 
Po nekaterih mitih je bila edina ženska, ki se je udeležila pohoda Argonavtov in kalidonskega lova. Vanjo je bil zaljubljen Meleager, s katerim je imela sina Partenopaja, ki se je kasneje udeležil odprave sedmerice proti Tebam.

## Lov na kalidonskega merjasca
Atalanta se je kot edina ženska udeležila lova na divjega kalidonskega merjasca, ki ga je, besna na kralja Ojneja, ker je zanemarjal njeno čaščenje, nad Kalidonijo poslala Artemida. Ojnejev sin Meleager je sklical največje grške junake, naj se udeležijo kalidonskega lova. Zver je prva ranila Atalanta, pokončal pa jo je Meleager.